# La fille du régiment
La fille du régiment (deutsch: Die Regimentstochter) ist eine Opéra-comique in zwei Akten von Gaetano Donizetti. Sie wurde am 11. Februar 1840 in französischer Sprache an der Opéra-Comique in Paris uraufgeführt. Am 3. Oktober desselben Jahres hatte eine italienische Fassung mit dem Titel La figlia del reggimento Premiere im Teatro alla Scala Mailand.

## Handlung
Eine direkte literarische Vorlage der Oper ist nicht bekannt. Es werden jedoch Schemata verarbeitet, die zu Beginn des 19. Jahrhunderts weit verbreitet waren, so die Verklärung bäuerlich-soldatischer Ehrlichkeit und die Darstellung der adeligen Welt als falsch und verkünstelt.
Die Oper erzählt die Geschichte einer jungen Liebe, die zuerst scheitert und dann siegreich ist. Die schlichte Handlung ist für sich genommen kaum ernst zu nehmen. Sie bietet aber dem Komponisten das, was er für eine erfolgreiche Oper benötigt, nämlich reichlich Gelegenheit zu schwungvoll-rhythmischer Musik, mal militärisch, mal tänzerisch-beschwingt, mal romantisch.
Das Werk lebt vom Gegensatz zwischen der „falschen“ Welt des Adels und der „ehrlichen“ und „bodenständigen“ Welt des Militärs. Dies wird musikalisch besonders in der „Gesangsstundenszene“ am Anfang des zweiten Aktes deutlich.

### Erster Akt
Marie, ein Findelkind, wurde von den Soldaten des 21. französischen Regiments gemeinsam aufgezogen und lebt als Marketenderin mit der Armee.
Während einer Schlacht in Tirol bittet die Marquise von Berkenfield den Sergeanten des Regiments, Sulpice, um Geleit zu ihrem Anwesen. Die Soldaten des Regiments haben gleichzeitig einen jungen Tiroler Bauern namens Tonio festgenommen, und es stellt sich heraus, dass er Maries Liebhaber ist. Da Marie nur einen Soldaten heiraten darf, tritt Tonio in die Armee ein. Es stellt sich jedoch heraus, dass die Marquise Maries Vormund ist. Deshalb muss Marie das Regiment und Tonio verlassen, um eine adelige Erziehung zu erhalten.

### Zweiter Akt
Einige Zeit ist vergangen, und die Marquise hat für Marie eine Hochzeit mit dem Sohn der Gräfin von Krackentorp eingefädelt. In einer Gesangsstunde soll Marie eine virtuose Belcanto-Arie singen, sie verfällt jedoch immer wieder auf die Hymne ihres 21. Regiments.
Tonio und das Regiment erscheinen auf dem Schloss, um die Hochzeit zu verhindern. Es stellt sich heraus, dass Marie das uneheliche Kind der Marquise ist. Da ebenfalls herauskommt, dass Marie keinesfalls auf einem Schloss aufgewachsen ist, sondern eine Vergangenheit als Regimentstochter hat, platzt die Hochzeit mit dem Baron von Krackentorp, und der Weg ist frei für die beiden jungen Liebenden. Die Oper schließt mit einem Loblied auf die französische Nation.

## Orchester
Die Orchesterbesetzung der französischen Fassung enthält die folgenden Instrumente:
- Holzbläser: Piccoloflöte, zwei Flöten (2. auch 2. Piccolo), zwei Oboen (2. auch Englischhorn), zwei Klarinetten, zwei Fagotte
- Blechbläser: vier Hörner, zwei Trompeten, drei Posaunen
- Pauken, Schlagzeug: große Trommel, kleine Trommel, Triangel
- Streicher
- Bühnenmusik auf der Szene: zwei kleine Trommeln, Klavier
- Bühnenmusik hinter der Szene: Horn, Kornett, Militärmusik (ohne nähere Angaben)

## Werkgeschichte
Das Werk entstand während Donizettis Pariser Aufenthalts von 1838 bis 1843. Es wurde am 11. Februar 1840 in Form einer Opéra-comique in französischer Sprache mit gesprochenen Dialogen in der Salle des Nouveautés der Opéra-Comique uraufgeführt. Die Sänger waren Giulietta Eufrasia Borghese (Marie), Félix Mécène Marié de l’Isle (Tonio), Marie-Julie Halligner „Boulanger“ (Marquise von Berkenfield), Edmond-Jules Delaunay-Ricquier (Hortensio), François-Louis-Ferdinand Henri (Sulpice), Georges-Marie-Vincent Palianti (Korporal), Marguerite Blanchard (Herzogin von Crakentorp), Henry Blanchard (Bauer) und Léon (Notar).
Um dem italienischen Publikum entgegenzukommen, erschien noch im selben Jahr eine italienische Fassung als Opera buffa mit Rezitativen anstelle der Dialoge in einer Übersetzung des Librettisten Callisto Bassi. Sie hatte am 3. Oktober 1840 im Teatro alla Scala Mailand Premiere. Die Leitung hatte Eugenio Cavallini. Das Bühnenbild stammte von Baldassarre Cavallotti und Domenico Menozzi. Es sangen Luigia Abbadia (Marie), Lorenzo Salvi (Tonio), Teresa Ruggeri-Visanetti (Marquise von Berkenfield), Gaetano Rossi (Hortensio), Raffaele Scalese (Sulpice), Napoleone Marconi (Korporal) sowie Giovanni Battista Tiraboschi (Bauer und Notar).
Das Werk hatte nachhaltigen Bühnenerfolg. Die Rolle der frechen und schlagfertigen Regimentstochter zog immer wieder das Interesse von bedeutenden Sängerinnen auf sich. Wichtige Interpretinnen der Marie waren Jenny Lind, Marcella Sembrich, Luisa Tetrazzini, Lily Pons, Joan Sutherland, Edita Gruberová, Daniela Lojarro sowie in jüngerer Zeit Natalie Dessay und Diana Damrau.
Die erste Arie des Tonio gilt wegen der extrem hohen Lage (neun hohe Cs) als Grenzpartie für lyrische Tenöre. Bedeutende Interpreten des Tonio waren Alfredo Kraus, Luciano Pavarotti, Chris Merritt, Rockwell Blake, Roberto Alagna, Deon van der Walt und Juan Diego Flórez.

## Sonstiges
Die Richterin am Supreme Court Ruth Bader Ginsburg hatte 2016 in der Washington National Opera einen Auftritt als Herzogin von Crakentorp.

## Aufnahmen
| Jahr | Besetzung (Marie, Tonio, Sulpice, La Marquise) | Dirigent, Opernhaus und Orchester                                                    | Label                                   |
| ---- | --- | ------------------------------------------------------------------------------------ | --------------------------------------- |
| 1950 | Lina Pagliughi, Cesare Valletti, Sesto Bruscantini, Rina Corsi                                                                                              | Mario Rossi RAI Milano Orchester und Chor                                            | CD: Aura Music Cat: LRC 1115            |
| 1960 | Anna Moffo, Giuseppe Campora, Giulio Fioravanti, Iolande Gardino                                                                                            | Franco Mannino RAI Milano Orchester und Chor                                         | CD: GALA Cat: 100713                    |
| 1967 | Joan Sutherland, Luciano Pavarotti, Spiro Malas, Monica Sinclair                                                                                            | Richard Bonynge Royal Opera House Orchester und Chor                                 | CD: Decca Originals Cat: 478 1366       |
| 1970 | Beverly Sills, Grayson Hirst, Fernando Corena, Muriel Costa-Greenspon                                                                                       | Roland Gagnon American Opera Society Carnegie Hall                                   | CD: Opera d’Oro Cat: B000055X2G         |
| 1986 | June Anderson, Alfredo Kraus, Michel Trempont, Hélia T’Hézan                                                                                                | Bruno Campanella Opéra National de Paris Orchester und Chor                          | VHS Video: Bel Canto Society Cat: 628   |
| 1995 | Edita Gruberová, Deon van der Walt, Philippe Fourcade, Rosa Laghezza, Philippe Fourcade, Francois Castel, Heidi Steinhaus, Andrea Raschèr, Hans-Werner Bunz | Marcello Panni Bayerischer Rundfunk Orchester und Chor                               | CD: Nightingale Cat: NC 070566-2        |
| 2007 | Natalie Dessay, Juan Diego Flórez, Alessandro Corbelli, Felicity Palmer, Duchess: Dawn French                                                               | Bruno Campanella Royal Opera House Orchester und Chor (Live recording on 27 January) | DVD: Virgin Classics Cat: 5099951900298 |
| 2007 | Natalie Dessay, Juan Diego Flórez, Carlos Álvarez, Janina Baechle, Duchess: Montserrat Caballé                                                              | Yves Abel Wiener Staatsoper Orchester und Chor                                       | CD: Unitel Cat: A04001502               |